# Noche de la nostalgia
A Noite da Saudade (em espanhol "Noche de la Nostalgia"), realizada cada 24 de Agosto, é o maior evento do Uruguai no que se refere a saídas noturnas. Nessa data, organiza-se uma série de festas nos clubes, danceterias e barracas montadas especialmente para dançar a música de décadas passadas, os oldies.

## História
O movimento teve início em 24 agosto de 1978, quando Pablo Lecueder, proprietário da emissora Radiomundo, organizou um baile de música oldies, identificada como os antigos sucessos das décadas de 1960 e 1970. Lecueder usou a véspera do feriado uruguaio de 25 de agosto (Declaração da Independência), para criar um evento destinado a recordar e dançar os hits antigos.
A ideia inicial era sair para ouvir e dançar a música que permanece na lembrança popular, seja por causa de sua vigência, pelos cantores, pela letra ou por sua divulgação. Desde os primeiros dias de agosto, as rádios transmitem estes sucessos e difundem a música "da saudade" que se identificou com os grandes astros como Elvis Presley, Bee Gees, The Beatles, Queen, Dire Straits, Barry Manilow e outros. Ao longo dos anos, foram incorporados também sucessos dos anos 1980 e 1990, pois, como diz Lecueder, o efeito de saudade começa dez anos após publicada a música.
Ao longo dos anos, empresários do entretenimento, grupos de amigos e diversas entidades começaram a fazer outras festas da saudade, a demanda cresceu e produziu eventos para públicos diversos, com preços variados, festas de reencontro, jantares bailáveis e até mesmo eventos antinostalgia, para aqueles que querem divertir-se nesta noite mas não se identificam com a música da saudade.
Hoje a festa se tornou um negócio lucrativo e uma das principais opções de diversão noturna e de fonte de trabalho na área de restaurantes, discotecas, DJs, atendimento de garçons, catering, aluguel de locais para festas, serviços de segurança, iluminação, som e áudio, transporte, marketing e até mesmo "hotéis de alta rotatividade" com promoções especiais nesta noite.
A Noite da Saudade gera tanto movimento como as festas de Natal e Ano Novo, pois convoca pessoas das mais diversas idades, solteiros e casados, para recordar velhos tempos. A saída de todos é facilitada por acontecer na noite prévia ao 25 de agosto, feriado nacional no Uruguai. Inclusive o Ministério do Turismo divulga esta data no exterior como uma atração turística nacional.